# Remolí

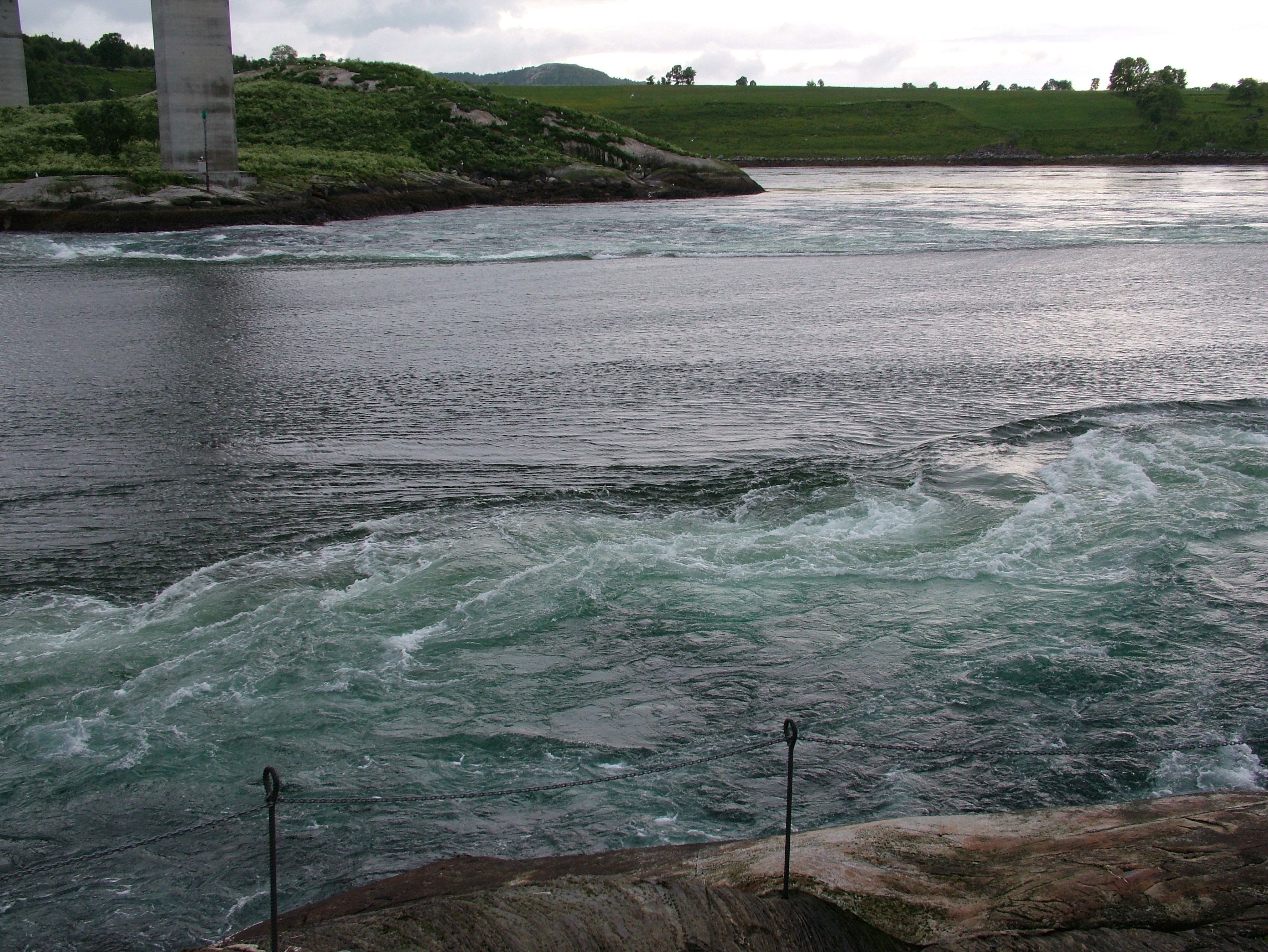
Remolí de Saltstraumen

Un  remolí  és un gran volum d'aigua (o d'aire) giratori produït per marees oceàniques. En la imaginació popular, i només poques vegades en la realitat, poden tenir el perillós efecte de destruir embarcacions.

## Remolins marins
Els remolins marins són un cos d'aigua que gira ràpidament sobre si mateix.
Normalment, gira al voltant d'una depressió central i, de vegades, al voltant d'una cavitat vertiginosa que arrossega els objectes de l'entorn cap al centre la qual cosa fa que aquest forat augmenti la seva grandària cada vegada més.
El més probable és que aquests remolins es formin després d'una forta sacsejada com un tremolor o terratrèmol, un tsunami o una maror o tempesta.

### Origen
Els remolins marins són deguts a la reunió de corrents i marees oposades, això passa quan els corrents oceànics colpegen roques allunyades de la costa o altres estructures costaneres o simplement per la força del vent actuant sobre l'aigua.
També es formen per les irregularitats en els fons de conques i llits que solen provocar remolins en rius i llacs.

### Intensitat
La intensitat dels remolins és canviant, per exemple en el mar obert són gegants, però sense succió, com el del mar dels Sargassos a l'oceà Atlàntic, encara que antigament o estaven retinguts en el centre o podien ser llançats pels vents giratoris cap a les costes rocoses.
D'altra banda, els remolins amb gran moviment del vòrtex poden ser molt violents i són capaços d'enfonsar vaixells en les seves ràpides cavitats giratòries.

### Remolins més notables
Entre els remolins notables dels que es registren arreu del món hi ha el Caribdis a l'estret de Messina, entre la Itàlia continental i l'illa de Sicília, també hi ha el Maelstrom a les illes Lofoten, a prop de Noruega, el Whirlpool Ràpids sota les cascades del Niàgara i el Saltstraumen
Els dos remolins més importants:
- Caribdis
- Maelstrom

### Prevenció
Els remolins marins són impossibles de prevenir, ja que essencialment són un fenomen de la naturalesa, però existeix per a les "Forces Armades", un aparell amb el qual es poden veure les forces marines d'un remolí, aquest aparell percep el moviment de les plaques i dels corrents marins.